# Per Jorner
Per Jorner, född 1974 i Uppsala men uppvuxen i Örebro, är en svensk fantasyförfattare. Han har skrivit romanerna Efter lägereldarna och Blodmåne, samt ett antal noveller.